# 山田八千子
山田 八千子（やまだ やちこ）は、日本の法学者・弁護士。専門は、法哲学・民法。中央大学法科大学院教授。第25期日本学術会議会員。

## 概要
1978年神戸海星女子学院高等学校、1983年中央大学法学部法律学科、1990年同大学大学院法学研究科卒業。東京弁護士会に所属する弁護士のかたわら、1990年からは東洋大学法学部講師を務め、その後、1995年に同大学法学部助教授に昇任。2006年からは中央大学に移って、同大学法科大学院教授を兼任している。2020年第25期日本学術会議会員。2023年第26期日本学術会議会員。

## 著書
- 『法の臨界Ⅲ』（共著、東京大学出版会、1999年）
- 『市場の法文化』（共著、国際書院、2003年）
- 『自由の契約法理論』（弘文堂）などがある。

## 訳書
- バーネット『自由の構造』（共訳、木鐸社、2000年）などがある。